# Enrique Sesma
Enrique Sesma Ponce de León, né le 22 avril 1927 à Puebla au Mexique, est un joueur de football international mexicain qui évoluait au poste d'attaquant.

## Biographie

### Carrière en club
Au cours de sa carrière en club, il remporte un championnat du Mexique, une Supercoupe du Mexique et enfin une Coupe du Mexique.

### Carrière en sélection
Avec l'équipe du Mexique, il joue 10 matchs et inscrit 2 buts entre 1949 et 1958. 
Il figure dans le groupe des sélectionnés lors de la Coupe du monde de 1958. Lors du mondial, il joue trois matchs : contre la Suède, le Pays de Galles, et enfin la Hongrie.

## Palmarès
| Marte - Championnat du Mexique (1) : - Champion : 1953-54. - Supercoupe du Mexique (1) : - Vainqueur : 1954. |  | Deportivo Toluca - Championnat du Mexique : - Vice-champion : 1956-57 et 1957-58. - Coupe du Mexique (1) : - Vainqueur : 1955-56. |